# Masato Saito
Masato Saito (斉藤 雅人 Saito Masato?, nacido el 1 de diciembre de 1975 en Saitama) es un exfutbolista japonés. Jugaba de centrocampista y su único club fue el Omiya Ardija de Japón.

## Trayectoria

### Clubes
| Club         | País  | Año         |
| ------------ | ----- | ----------- |
| Omiya Ardija | Japón | 1998 - 2009 |